# Kazalište u 1956.
◄◄ | ◄ | 1953. | 1954. | 1955. | 1956.  | 1957. | 1958. | 1959. | ► | ►►
Arhitektura • Astronautika • Astronomija • Biologija • Film • Fotografija • Glazba • Kazalište • Kemija • Kiparstvo • Knjige • Književnost • Kršćanstvo • Meteorologija • Medicina • Planinarstvo • Politika • Pravo • Promet • Slikarstvo • Strip • Šport • Televizija • Znanost • Zrakoplovstvo • Željeznički promet
Kazalište u 1956.

## Hrvatska i u Hrvata

### Događaji
- U Kazalištu Gavella praizveden dramski tekst Svoga tela gospodar: Smešna pripovest u dva dela.[1]

## Vanjske poveznice
|  | Zajednički poslužitelj ima još gradiva o temi Kazalište u 1956. |